# Chad Everett
Chad Everett, nome d'arte di Raymon Lee Cramton (South Bend, 11 giugno 1937 – Los Angeles, 24 luglio 2012), è stato un attore statunitense.
Fu candidato ai Golden Globe 1971 e 1973 come miglior attore in una serie drammatica per il telefilm Medical Center. È ricordato inoltre per il ruolo di Simon Kurtz ne L'aereo più pazzo del mondo... sempre più pazzo (1982).

## Biografia
Cresciuto a Dearnborn (Michigan), frequentò la Fordson High School, dove si distinse nel football come quarterback e iniziò a recitare in commedie teatrali. Durante il suo primo anno alla Wayne State University di Detroit, si unì a una compagnia di recitazione e andò in tournée in India.
I primi ruoli di rilievo di Everett risalgono all'inizio degli anni sessanta, alla televisione in un episodio della serie poliziesca Surfside 6, mentre il suo debutto nel cinema avvenne con il film drammatico Un pugno di fango (1961). Negli anni successivi l'attore divenne un volto familiare del piccolo schermo grazie alla partecipazione a diverse serie di successo come Hawaiian Eye, Dakota e Indirizzo permanente, mentre ottenne ruoli da comprimario in pellicole western quali Il ritorno del pistolero (1967) e Sfida oltre il fiume rosso (1967).
Verso la fine del decennio, Everett ottenne il ruolo che fece di lui una star del piccolo schermo, quello del Dr. Joe Gannon nel medical drama Medical Center, al fianco dell'attore James Daly. Everett interpretò il ruolo di Gannon per un totale di 170 episodi dal 1969 al 1976. Dopo la chiusura della serie, l'attore partecipò ad altri telefilm e miniserie come guest star, ma la sua carriera progressivamente declinò. Ebbe migliori occasioni dal cinema, con la partecipazione ai film L'aereo più pazzo del mondo... sempre più pazzo (1982), Psycho (1998) di Gus Van Sant, e Mulholland Drive (2001) di David Lynch. Nel 2011 partecipò alla serie televisiva Chemistry - La chimica del sesso.

## Filmografia parziale

### Cinema
- Un pugno di fango (Claudelle Inglish), regia di Gordon Douglas (1961)
- Gli amanti devono imparare (Rome Adventure), regia di Delmer Daves (1962)
- Sessualità (The Chapman Report), regia di George Cukor (1962)
- Get Yourself a College Girl, regia di Sidney Miller (1964)
- La ragazza made in Paris (Made in Paris), regia di Boris Sagal (1966)
- Dominique (The Singing Nun), regia di Henry Koster (1966)
- Johnny Tiger, regia di Paul Wendkos (1966)
- Non c'è posto per i vigliacchi (First to Fight), regia di Christian Nyby (1967)
- Il ritorno del pistolero (Return of the Gunfighter), regia di James Neilson (1967)
- Sfida oltre il fiume rosso (The Last Challenge), regia di Richard Thorpe (1967)
- Gli anni impossibili (The Impossible Years), regia di Michael Gordon (1968)
- Spirale di fuoco (The Firechasers), regia di Sidney Hayers (1971)
- Il terrore viene dal passato (The Intruder Within), regia di Peter Carter (1981)
- L'aereo più pazzo del mondo... sempre più pazzo (Airplane II: The Sequel), regia di Ken Finkleman (1982)
- Febbre di gioco (Fever Pitch), regia di Richard Brooks (1985)
- Psycho, regia di Gus Van Sant (1998)
- Mulholland Drive (Mulholland Dr.), regia di David Lynch (2001)
- Una hostess tra le nuvole (View from the Top), regia di Bruno Barreto (2003)
- Tiptoes, regia di Matthew Bright (2003)

### Televisione
- Surfside 6 – serie TV, episodi 1x02-2x18-2x38 (1960-1962)
- Hawaiian Eye – serie TV, 5 episodi (1960-1962)
- Indirizzo permanente (77 Sunset Strip) – serie TV, 3 episodi (1961-1962)
- Dakota – serie TV, 20 episodi (1962-1963)
- The Lieutenant – serie TV, episodio 1x25 (1964)
- Branded – serie TV, episodio 1x11 (1965)
- Medical Center – serie TV, 170 episodi (1969-1976)
- Sulle strade della California (Police Story) – serie TV, 1 episodio (1973-1978)
- Colorado – miniserie TV, 12 puntate (1978-1979)
- Il transatlantico della paura (The French Atlantic Affair) – miniserie TV, 3 puntate (1979)
- Hagen – serie TV, 9 episodi (1980)
- Il terrore viene dal passato (The Intruder Within), regia di Peter Carter – film TV (1981)
- La signora in giallo (Murder, She Wrote) – serie TV, 4 episodi (1986-1993)
- McKenna – serie TV, 5 episodi (1994-1995)
- Incontri ravvicinati (Official Denial), regia di Brian Trenchard-Smith – film TV (1994)
- La tata (The Nanny) – serie TV, 1 episodio (1998)
- Melrose Place – serie TV, 4 episodi (1998)
- The Mountain – serie TV, episodio pilota (2005)
- Cold Case - Delitti irrisolti (Cold Case) – serie TV, episodio 4x10 (2006)
- Supernatural – serie TV, episodio 5x07 (2009)
- Chemistry - La chimica del sesso (Chemistry) – serie TV, 13 episodi (2011)
- Castle – serie TV, episodio 4x14 (2012)

## Doppiatori italiani
Nelle versioni in italiano delle opere in cui ha recitato, Chad Everett è stato doppiato da:
- Gino La Monica in Hagen, La signora in giallo (ep. 8x07, 9x17), La tata, Tiptoes, Cold Case - Delitti irrisolti
- Pino Locchi in Dominique, Sfida oltre il fiume rosso
- Romano Malaspina in Mulholland Drive, The Mountain
- Luciano Melani in Non c'è posto per i vigliacchi
- Carlo Cataneo in Medical Center
- Guido De Salvi in Colorado
- Dario De Grassi ne Il terrore viene dal passato
- Sergio Rossi in La signora in giallo (ep. 3x09)
- Michele Kalamera in La signora in giallo (ep. 6x15)
- Vittorio Di Prima in Psycho
- Mario Cordova in Chemistry - La chimica del sesso
- Dario Penne in Castle